# Sjöbodasjön
Sjöbodasjön är en sjö i Örebro kommun i Västmanland och ingår i Norrströms huvudavrinningsområde. Sjön har en area på 0,122 kvadratkilometer och ligger 49,6 meter över havet.

## Delavrinningsområde
Sjöbodasjön ingår i det delavrinningsområde (659254-146743) som SMHI kallar för Mynnar i Dyltaån. Medelhöjden är 53 meter över havet och ytan är 43,53 kvadratkilometer. Det finns inga avrinningsområden uppströms utan avrinningsområdet är högsta punkten. Klockarbäcken som avvattnar avrinningsområdet har biflödesordning 4, vilket innebär att vattnet flödar genom totalt 4 vattendrag innan det når havet efter 194 kilometer. Avrinningsområdet består mestadels av skog (42 procent), öppen mark (11 procent) och jordbruk (39 procent). Avrinningsområdet har 0,12 kvadratkilometer vattenytor vilket ger det en sjöprocent på 0,3 procent. Bebyggelsen i området täcker en yta av 0,32 kvadratkilometer eller 1 procent av avrinningsområdet.